# Michał Zasada
Michał Jerzy Zasada (ur. 1969 we Wrocławiu) – polski naukowiec, profesor nauk leśnych o specjalności dendrometria, nauka o produkcyjności lasu, urządzanie lasu. Profesor zwyczajny w Instytucie Nauk Leśnych Szkoły Głównej Gospodarstwa Wiejskiego w Warszawie. Rektor SGGW w kadencjach 2020–2024 i 2024–2028.

## Życiorys
Urodził się w 1969 we Wrocławiu. W 1993 ukończył studia magisterskie na Wydziale Leśnym Szkoły Głównej Gospodarstwa Wiejskiego w Warszawie. W tym samym roku został zatrudniony na stanowisku asystenta w Katedrze Produkcyjności Lasu WL SGGW. Od tej pory nieprzerwanie związany z SGGW. 6 października 1998 uzyskał na WL SGGW stopień doktora nauk leśnych na podstawie pracy pt. Model wzrostu dla jodły pospolitej (Abies alba Mill.), a 11 marca 2008, także na tym wydziale, stopień doktora habilitowanego na podstawie dorobku naukowego i rozprawy pt. Zastosowanie modeli wzrostu do prognozowania długookresowych zmian zasobów leśnych na podstawie danych z wielkoobszarowej inwentaryzacji lasu. Tytuł profesora nauk leśnych otrzymał 19 lutego 2014. 
W działalności badawczo-naukowej zajmuje się dendrometrią, zagadnieniem modelowania wzrostu drzew i drzewostanów, współczesnymi metodami pomiaru lasu oraz implementacją systemów informatycznych w planowaniu gospodarki leśnej. 
Prorektor SGGW ds. współpracy międzynarodowej w kadencji 2016–2020. Dziekan WL SGGW w kadencji 2008–2012, a także prodziekan tego wydziału: w kadencji 2005–2008 ds. dydaktyki, a w kadencji 2012–2016 ds. nauki. 30 czerwca 2020 wybrany rektorem SGGW w kadencji 2020–2024. 21 marca wybrany ponownie, na kadencję 2024–2028. 
Członek Komitetu Nauk Leśnych i Technologii Drewna Polskiej Akademii Nauk w kadencjach 2016–2020 i 2020–2023. Wcześniej członek i zastępca przewodniczącego Komitetu Nauk Leśnych PAN w kadencji 2011–2015. Członek Komisji ds. Współpracy Międzynarodowej Konferencji Rektorów Akademickich Szkół Polskich. 
W grudniu 2020 został powołany w skład utworzonej przez prezydenta Andrzeja Dudę Rady ds. Rolnictwa i Obszarów Wiejskich.
Laureat wielu nagród uczelnianych. W 2015 otrzymał Srebrny Medal Za Długoletnią Służbę, a w 2018 został odznaczony Srebrnym Krzyżem Zasługi za działalność na rzecz rozwoju nauki. W 2023 otrzymał Złoty Medal „Zasłużony dla Nauki Polskiej Sapientia et Veritas”.
Jest żonaty i ma trójkę dzieci. Pasjonuje się krótkofalarstwem.

## Wybrane publikacje
- Zasada M., Zastosowanie modeli wzrostu do prognozowania długookresowych zmian zasobów leśnych na podstawie danych z wielkoobszarowej inwentaryzacji lasu, Wydawnictwo SGGW, Warszawa 2007, ISBN 978-83-7244-861-3.
- Boyarchuk V., Ivanyshyn V., Tryhuba A., Zasada M., Hutsol T., Tatomyr A., Tryhuba I., Nurek T., Głowacki S., Brys A., Substantiation of the configuration of agricultural power supply systems using wind energy based on computer simulation, Wydawnictwo SGGW, Warszawa 2020, ISBN 978-83-7583-936-4.
- Bruchwald A., Zasada M., Model wzrostu modrzewia europejskiego (Larix decidua Mill.), w: Sylwan, nr 9(2010), ISSN 00397660, s. 615–624.
- Zasada M., Modelowanie rozkładów pierśnic młodocianych drzewostanów brzozy brodawkowatej na gruntach porolnych za pomocą dwuparametrowego rozkładu Weibulla, w: Sylwan, nr 4(2013), ISSN 00397660, s. 268–277.